# شیخ شامل (مجموعه تلویزیونی)
شیخ شامل یک فیلم بلند تلویزیونی محصول سال ۱۳۸۱–۱۳۸۰ به کارگردانی غلامرضا صیامی‌زاده، و تهیه‌کنندگی غلامرضا صیامی‌زاده  می‌باشد که از سیمای آذری شبکه جهانی سحر پخش شد. این مجموعه در ۹۰ دقیقه تهیه شد.

## داستان مجموعه
«شیخ شامل» داستان یکی از مبارزان سده ۱۹ میلادی روسیه تزاری است که با حکومت تزار وارد جنگ شده و شکست می‌خورد ولی نامش به عنوان قهرمان مبارزات اسلامی در تاریخ قفقاز شمالی ثبت می‌شود.

## بازیگران
- سعید نیک‌پور
- پروانه معصومی
- جلیل فرجاد
- حسین خانی‌بیک
- بهزاد رحیم‌خانی
- آناهیتا آزادپرور
- حوریه امیری
- المیرا شعبان‌اوا

## عوامل تولید
- تهیه‌کننده و کارگردان: غلامرضا صیامی‌زاده
- مدیرتصویربرداری: حسن سلطانی
- موسیقی: موبیل‌اف
- تدوین: مهرداد مطبوعی